# Fructose-1-phosphat
Fructose-1-phosphat ist ein Phosphorsäureester der Fructose und das Isomer von Fructose-6-phosphat. Es ist ein Zwischenprodukt des Glucosestoffwechsels. Physiologisch tritt nur das D-Isomer auf.

## Reaktionen
Fructose-1-phosphat ist ein wichtiges Intermediat in der Bereitstellung von Fructose für den Metabolismus. Hierbei wird D-Fructose bei höheren Tieren in der Leber zu Fructose-1-phosphat phosphoryliert, was durch eine Fructokinase (Ketohexokinase, FK) unter ATP-Verbrauch katalysiert wird, gemäß:
{\displaystyle {\text{Fructose}}+{\text{ATP}}\longrightarrow {\text{Fructose-1-phosphat}}+{\text{ADP}}}
Anschließend spaltet die Aldolase B (ALD-B) Fructose-1-phosphat in Dihydroxyacetonphosphat (DHAP) und Glycerinaldehyd (vgl. Abbildung). Danach wird Glycerinaldehyd durch die Triokinase zu Glycerinaldehyd-3-phosphat phosphoryliert. DHAP beziehungsweise Glycerinaldehyd-3-phosphat werden dann weiter in der Glykolyse verstoffwechselt.

Eintritt von Fructose in die Glykolyse.
Fructose (1), F1P (2), DHAP (3), Glycerinaldehyd (4), GAP (5)
Fructokinase (FK), Aldolase B (ALD-B), Triosephosphatisomerase (TPI), Triosekinase (TK)

## Pathologie
Fehlt die Fructokinase, wird F1P in der Leber akkumuliert. Daraus resultiert beim Menschen eine Fructosurie. Ein Mangel an Aldolase B führt zu einer hereditären Fruktoseintoleranz.